# エフエム高松コミュニティ放送
エフエム高松コミュニティ放送株式会社（エフエムたかまつコミュニティほうそう）は、香川県高松市を主要なサービスエリアとするコミュニティFM局である。愛称は「FM815」（エフエムハチイチゴ）。

## 歴史・概要
穴吹工務店の出資により発足して1996年（平成8年）4月1日に放送開始し、災害時の対応や経営基盤の強化を目的に2005年（平成17年）4月1日に高松シティエフエムを吸収合併した。
2009年（平成21年）11月24日に「穴吹工務店」が会社更生法の適用を申請して経営破綻したため、2010年（平成22年）6月17日にトライグループに株式が譲渡された。
なお、2001年（平成13年）8月1日に「穴吹工務店」同社の完全子会社で中間持株会社の「ACカンパニーグループ」を設立して関連会社の株式を同社に移管されて同社が当社の株式を保有していたため、「トライグループ」は同社から株式を取得している。
この経営権の移行に伴い、「トライグループ」専務の森山真有が社長となった。
また、香川県高松市藤塚町の穴吹工務店本社ビル内にあったスタジオは、2010年（平成22年）11月1日に香川県高松市常磐町の商店街の中に移転している。
2018年（平成30年）4月に、山陽放送（RSK）と業務提携を結び、2019年（平成31年）2月にはRSKが認定放送持株会社であるRSKホールディングスへの移行認定申請の中で本局を関係会社とする放送事業者として総務省に申請した。2022年12月現在、RSKホールディングスは55.3%の議決権を有している。

## 沿革
- 1996年（平成8年）4月1日 - 開局[3]。愛称は「MAN de GAN815」（マン・デ・ガン815）。
- 1997年（平成9年）11月10日 - NTT西日本香川支店の協力でRealAudio形式のインターネットラジオを実施。（1999年3月まで）
- 2002年（平成14年） - 高松天満屋9階にサテライトスタジオを設置。
- 2004年（平成16年）秋の改編より一部時間帯でInterFMの配信を開始。
- 2005年（平成17年）4月1日 - 高松シティエフエムを吸収合併[2]。愛称を「FM81.5」に変更。
  - InterFM、FMアメリカの配信終了。
  - J-WAVEの配信を開始。
- 2009年（平成21年）
  - 2月28日 - 高松天満屋9階のサテライトスタジオを廃止。
  - 3月31日 - J-WAVEの配信終了。
  - 6月5日 - SimulRadioを開始。
- 2010年（平成22年）
  - 6月17日 - ACカンパニーグループ保有の全株式がトライグループに売却され、同社の傘下となる[1]。
  - 7月 - すべての自社制作番組が一旦終了。
  - 11月1日 - 本社・演奏所を高松市常磐町に移転[7]。
- 2012年（平成24年）4月 - Listen Radio「Find Your Music」配信開始。
- 2014年（平成26年）1月17日 - JCBAとJFNが「災害時における地域情報ネットワーク構築に関する協定」を締結する。自然災害時には当局が情報収集し、FM香川に情報提供・共有・発信などを行ったり、高松市からの緊急の災害情報を放送したりする。
- 2018年（平成30年）4月 - RSKと業務提携[8]。

## 放送時間
- 5時基点の24時間放送。但し毎週日曜深夜（月曜未明2時 - 6時まで）は放送設備メンテナンスのため休止。

## 送信所
- 所在地：香川県高松市西宝町二丁目888番地3（石清尾山）北緯34度20分13秒 東経134度1分24.5秒
- コールサイン：JOZZ9AB-FM
- 周波数：81.5MHz[2]
- 出力：20W

送信所は「高松移動無線センター送信所」内に間借りしており、局舎・鉄塔は他の無線設備と共用である。

## 自主制作番組
- Action!!815（月 - 金：16:00 - 18:00）
- みくせんpresents!Re:Action!! 815（金 22:30 - 23:00）
- みくせんpresents!宇宙戦隊NOIZの新しいRADIO☆（金 23:00 - 23:30）
- STEP!!（木 19:00 - 20:00　再放送：日　9:00 - 10:00）サンポート高松タワー塔5階「e-とぴあ・かがわ」内のスタジオで収録
- みっちゃんのオペラだーい好き（土 17:00 - 17:30・FMマリノ（高松シティエフエム）開局時から放送されている番組)
- ほほ笑みは風のように（木 14:00 - 14:15）
- Music Time(第1・3・5月　22:00 - 23:00、土　15:30 - 16:00、17:30 - 18:00)
- トリエコおしゃべりアワー（第2・4月　22:00 - 22:30）
- GROOVY MONDAY （第2・4月　22:30 - 23:00）
- 悶絶モンスターちゃんねる（木　22:00 - 22:30）
- mimikaのものっそラジオ（土　16:00 - 16:30）
- BOOM BOOM SONIC JAPAN　(月 - 金 11:00 - 12:00)
- ちょっとjibun流（火 14:00 - 14:30）
- 医療法人五色台病院presentsココロに効くラジオ本日も晴天ナリ（毎月第2・4金曜 8:35 - 8:45）
- フレッシュ・ダイヤリー（金　8:45 - 9:00）
- THEにじいろラジオ（第1・3土曜 16:30 - 17:00）
- 愛・家族・人生・夢 - ハートフルメッセージ（日 6:00 - 6:30）
- ヨンデンプラザ・サンポートプレゼンツLooking for the light（第2日曜 14:00 - 16:00）
- Topics from LA（第4水曜 8:15 - 8:20）
- ひろこの音部屋（土 15:00 - 15:30）
- FM815　Monthly Power Play（月 - 金 11:53 - 12:00、14:53 - 15:00、21:53 - 22:00）
- パトロールインフォメーション（交通情報）（月～金 J-Hits内8:30頃、Action!!815内17:30頃）
- あきりんとまーやPのしーすーカウントアップ（第1月曜 22:30 - 23:00）
- 熱烈スタートライン”Piers”のピアラジ815!（第1月曜 22:00 - 22:30）
- まーやＰのまおまお's night（第2月曜日　22:00 - 22:30）
- おらとりっくのピーをアレしてコレをピー（第4木曜 22:00 - 22:30）

## 過去の自社製作番組
- ファイン DAY 81.5
- Morning Wave（月 - 金 7:30 - 9:00）
  - 月曜日：甲山万由美
  - 火曜日：森本真実
  - 水曜日：森本英津子
  - 木曜日：羽鹿由紀
  - 金曜日：多田優子
- PRIME SOUND
- vespa fragola（月 - 金 12:30 - 13:45）
  - 月・水曜：吉嶋寛美
  - 火・水・金曜：白川貴世
  - 木・金曜：ANNRI
- MANDEGAN AFTER 5 BOX
- Sunset Groove（月 - 金 16:30 - 19:00）
  - 月曜日：高見千鶴
  - 火曜日：佐藤みち子
  - 水曜日：杉ノ内由紀
  - 木曜日：市原和憲
  - 金曜日：森本英津子
- こちらポケはち編集部 → こちらポケットスタジオ（土 14:00 - 16:00）
- サウンドヒーリング - 癒しの森 - （金 9:00 - 9:30）
- 815 Happy Station （月 - 木　12:30 - 15:00）
- よくばりな金曜日（金 12:30 - 15:00）
- Sunset Hour
- 815 My Playlist
- 情報スクランブルモーニングサラダ
- WEEK END JOCKEY 土曜のつぼ
- ものは相談やけど
- SURF SIDE PARADISE
- LET'S HARRY HOLY
- 815こどもぷれす　ぶらんこ
- DIME　レディオスプラッシュ!!
- ノムロックのだけんどしたや!!
- 伊藤ヨシアキの・・・
- ナッツチャンネル815
- Bar RUFFHOUSE Presents Rock'n Roll Radio Junk !!!
- 高松シネマランド
- あ！アクオン♪
- 小川淳也815
- MIYABIの部屋
- FM815タカマツシティリミッツ（火 18:00 – 19:00）
- 815ナイトジャングル
- HOUSEのアコアコジャングル
- アロハモニア
- BROWNIE'S BAR
- ちょこっとWAS
- 月刊!ロック超合金
- あまちゅあみゅーじっく道場「きにするな!」
- 袴田あゆみ・まーやＰのはかまやマンデー（第3月曜 22:00 - 22:30）
- 陽向海真珠・まーやPの僕の推しは815!（第1木曜 22:30 - 23:00）
- 灯花美咲とまーやＰの”グリーンパラダイス”【そのタイトル、大丈夫で?】（第4月曜 22:00 - 22:30）

## 会社概要
- 出資者：
  - 株式会社トライグループ
  - 学校法人穴吹学園
  - 穴吹コンピューターサービス株式会社
  - 株式会社トヨタカローラ香川
  - 中商事株式会社
  - 香川証券株式会社
  - 株式会社カナック
  - 香川日産自動車株式会社
  - 株式会社百十四銀行
  - 株式会社香川銀行
  - 株式会社ウォーク
  - 株式会社瀬戸内海放送
  - 香川県信用組合
  - 香川トヨタ自動車株式会社
  - RSKホールディングス株式会社

## その他
- ネットワーク提携:県内にあるエフエムサンと提携して帯番組を共同制作しているほか、早朝・深夜はミュージックバードの番組を配信している。
- 2008年（平成20年）4月13日に閉局したエフエムセト[11]とも提携して帯番組を共同制作していた。
- かつてJ-WAVEやInterFM、FMアメリカ、西日本放送ラジオからの配信を受けた事がある。
- プロバスケットボールBリーグの香川ファイブアローズのホームゲーム全試合を、高松ケーブルテレビと共同で実況生中継（両局でサイマル放送）している。
- 2009年（平成21年）に入って金融危機の影響で高松天満屋のサテライトスタジオを廃止・FM815フリーマガジン「ポケはち」の廃刊・大規模な番組改編が行われている。
- 過去に何種類かFM815のステッカーが配布されていたが、現在は配布されていない。
- 不定期で丸亀町商店街や元日などには滝宮天満宮、高松まつりや高松冬のまつり開催時は高松市立中央公園や市内のイベント会場などから公開生放送または、公開収録が行われていた。
- FM815のロゴが入った局の車がある。
- メール紹介は、番組のパーソナリティーがiPadを使用して紹介している。
- 2014年3月にはテレビ東京系列の番組モヤモヤさまぁ〜ず2高松編にて紹介される。本社にてロケが行われその後テレビで放映される。